# Kolonia Warzymowska
Kolonia Warzymowska est une localité polonaise de la gmina rurale de Skulsk, située dans le powiat de Konin en voïvodie de Grande-Pologne. Elle se situe à environ 30 kilomètres au nord de la ville de Konin et 97 kilomètres à l'est de Poznań, la capitale régionale. 

## Géographie

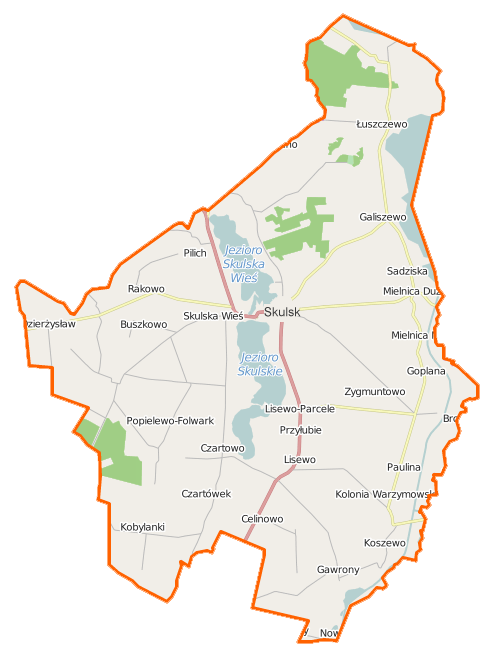
Carte de la gmina de Skulsk.